# رياضة نسائية
وُجدت الرياضات النسائية، سواء للهواة أو المحترفين، في جميع أنحاء العالم وفي جميع أنواع الألعاب الرياضية منذ قرون. زادت مشاركة الإناث وشعبيتهن في الرياضة بشكل كبير في القرن العشرين، خاصة في ربع القرن الأخير، ما يعكس التغيرات في المجتمعات الحديثة التي تؤكد التكافؤ بين الجنسين. الرياضات النسائية مقبولة عمومًا في جميع أنحاء العالم اليوم، رغم اختلاف مستوى المشاركة والأداء اختلافًا كبيرًا حسب البلد والرياضة.
هناك تفاوت كبير في معدلات المشاركة بين النساء والرجال، رغم ازدياد مشاركة المرأة في الألعاب الرياضية. تسود هذه الفوارق عالميًا، وتستمر في كبحها المساواة في مجال الرياضة. ما تزال العديد من المؤسسات والبرامج محافظة، ولا تساهم في المساواة بين الجنسين في الألعاب الرياضية.
تواجه النساء اللاتي يمارسن الرياضة العديد من العقبات اليوم، مثل الأجور المنخفضة، وقلة التغطية الإعلامية، والإصابات المختلفة مقارنة بنظرائهن من الذكور. شاركت العديد من الرياضيات في احتجاجات سلمية مثل إقامة الإضرابات، والحملات على وسائل التواصل الاجتماعي، وحتى الدعاوى القضائية الفيدرالية، لمعالجة أوجه عدم المساواة هذه.

## الألعاب الرياضية الاحترافية

### نظرة عامة
تشير الرياضات الاحترافية (المهنية) إلى الرياضات التي يتقاضى فيها الرياضيون أجورًا مقابل أدائهم. تختلف فرص المرأة لممارسة الرياضات الاحترافية حسب البلد. ترتبط بعض اتحادات الرياضات الاحترافية للنساء مباشرة باتحاد رياضي محترف للرجال (الاتحاد الوطني لكرة السلة النسائية (دبليو إن بي إيه))؛ البعض الآخر مستقل الملكية والتشغيل (مثل الاتحاد الوطني للهوكي النسائي (إن دبليو إتش إل)).
يُعد أجر الرياضات الاحترافية النسائية أقل بكثير من تلك الخاصة بالرجال، رغم امتلاك النساء الفرصة لممارسة الرياضات الاحترافية اليوم، وهي ظاهرة تُعرف باسم فجوة الأجور بين الجنسين في الألعاب الرياضية. تشغل العديد من الرياضيات المحترفات وظائف ثانية بالإضافة إلى ممارسة الرياضة الخاصة بهن بسبب رواتبهن المنخفضة.
تلعب الرياضيات المحترفات في مرافق أصغر وأقل جودة من التي يلعب فيها الرياضيون المحترفون، مع حضور أقل من المعجبين في الألعاب أو المباريات بشكل عام. لا تُبثّ العديد من الرياضات الاحترافية للنساء بثًا مباشرًا على التلفاز بانتظام، مثل العديد من الرياضات الاحترافية للرجال، لكنها تُبثّ مباشرة على منصات مثل تويتر وتويتش.
ليست الرياضيات وحدهن من يواجهن عدم المساواة، بل أيضًا النساء اللاتي يتطلعّن إلى دخول الجانب التجاري من الرياضة. أظهرت الأبحاث أن النساء يشغلن مناصب قيادية في الأعمال الرياضية بمعدل أقل من الرجال. قد تُدفع أجور أقل للنساء إذا ما شغلن نفس الوظائف التي يشغلها الرجال، رغم إثبات بعض الأبحاث أن المتغيرات المحددة بالإيرادات قد تكون أكثر صلة بالمتغيرات المحددة بالنوع الاجتماعي عند دراسة مستويات التعويضات.
رغم إنشاء العديد من الاتحادات الرياضية النسائية الاحترافية في جميع أنحاء العالم، في حقبة ما بعد المادة التاسعة، فهي لم تواكب عمومًا من ناحية التعرض، والتمويل، والحضور، مقارنة بفِرق الرجال. هناك استثناءات ملحوظة مع ذلك. كانت المباراة النهائية لكأس العالم للسيدات لعام 2015 أكثر لعبة كرة قدم مشاهدة على الإطلاق في الولايات المتحدة.
كان لبورتلاند ثورنس من الدوري الوطني لكرة القدم للسيدات (إن دبليو إس إل) لعام 2017 متوسط حضور أعلى من العديد من فرق الرجال الاحترافية، بما في ذلك 15 فريقًا من الرابطة الوطنية لكرة السلة (إن بي إيه)، و13 فريقًا من دوري الهوكي الوطني (إن إتش إل)، وفريقٌ من دوري كرة القاعدة الرئيسي (إم إل بي). شهد موسم ثورنس لعام 2019 متوسط حضور أعلى من 20,098. كان هذا أعلى من متوسط الحضور لجميع الفرق الثلاثين من الدوري الأميركي لكرة السلة للمحترفين باستثناء فريق واحد في موسم 2018-2019، وجميع فرق دوري الهوكي الوطني الحادي والثلاثين باستثناء ثلاثة فرق في موسم 2018-2019، و15 من 24 فريقًا من إم إل إس في موسم 2019، و6 من 30 فريقًا من دوري كرة القاعدة الرئيسي في موسم 2019. 

## النضال من أجل المساواة
كانت الألعاب الأولمبية الصيفية 2012 أول ألعاب من نوعها تنافس فيها النساء في كل رياضة. استمر الكفاح من أجل حصول النساء على المساواة، على المستوى الوطني وفي الاتحادات المهنية، من ناحية الأجور والتمويل الأفضل، ولكن يستمر الرجال بالسيطرة على الرياضة ماليًا وعالميًا. يبقى النوع الاجتماعي عاملًا انتقائيًا وأساسيًا من ناحية تحديد ما إذا كانت المرأة قوية البنيان مثل الرجال، وما إذا كان يجب أن تحصل على نفس المعاملة في مجال الرياضة. يُقال كثيرًا إن الرياضة حكر على الرجال، وقد أصبحت فكرة نمطية داخل المجتمع. وُصفت الخصائص السلبية القائمة على النوع الاجتماعي مثل الذكورة والأنوثة بأنها عامل حاسم لممارسة الرياضة، وغالبًا ما اعُتبرت مبررة لرفض الإنصاف الرياضي. تبقى النتيجة الثابتة أن الرياضة منظمة بشكل أساسي حول المشروع السياسي لإعلاء مستوى الرجال جسديًا ورمزيًا على حساب النساء، رغم وجود أهداف ونتائج مختلفة، في الثقافات الغربية، للمشاركة في الرياضة الجماعية المنظمة. وُجدت أدلة خلال الدراسة على أن المفاهيم الخاصة باهتمامات الجمهور أو تفضيلاته استندت إلى المعتقدات والافتراضات الشخصية –بدلًا من الأدلة أو البحث– وفي بعض الحالات، كان من الواضح أن هذه المعتقدات والافتراضات قد أعطت الأولوية لتغطية الرياضات الاحترافية للرجال.
إن فجوة الأجور في الرياضات النسائية قضية مثيرة للجدل. تتقاضى الرياضيات في مجالات تخصصهن أجورًا أقل بكثير من نظرائهن الذكور، وثبتت صحة ذلك لفترة طويلة. يُعد الفرق بين رواتب فرق كرة القدم الأمريكية للرجال والنساء مثالًا على عدم المساواة في الأجور. تكسب النساء في المنتخب الوطني للولايات المتحدة 99,000 دولار سنويًا، بينما يكسب الرجال 263,320 دولارًا إن فازوا بعشرين مباراة استعراضية. هناك فجوة كبيرة في المكافآت المتعلقة بالفوز بكأس العالم فيفا. حصل المنتخب الوطني الألماني للرجال على 35 مليون دولار، بينما حصل المنتخب الوطني الأمريكي للسيدات على مليوني دولار بعد فوزه بكأس العالم. تكشف معركة المساواة من أجل الأجور العادلة عن الرياضات الأخرى التي يكسب فيها الرجال أكثر بكثير من النساء. الغولف هي رياضة أخرى يتزايد فيها الحضور النسائي. مُنحت جولة لاعبي الغولف المحترفين (بّي جي إيه تور) جوائز مالية بقيمة 340 مليون دولار أمريكي في عام 2014 لبطولات الرجال، مقارنة بـ62 مليون دولار مُنحت لجولة الغولف للسيدات المحترفات (إل بّي جي إيه تور). ارتفعت شعبية كرة السلة في العقود القليلة الماضية وكان لها حضور نسائي كبير. في الولايات المتحدة، ينظم الدوري الأميركي لكرة السلة للمحترفين (إن بي إيه) مسابقة كرة السلة للمحترفين على أعلى مستوى لكلا الجنسين، إذ يلعب الرجال في إن بي إيه وتلعب النساء في دبليو إن بي إيه. الحد الأدنى للأجور للاعبات دبليو إن بي إيه هو 38,000 دولار، بينما الحد الأدنى للأجور للاعبي إن بي إيه هو 525,000 دولار. يكسب لاعب إن بي إيه عادي أكثر من 5 ملايين دولار، بينما تكسب لاعبة دبليو إن بي إيه عادية 72,000 دولار. يحقق الرياضيون عائدات أكبر لفرقهم. عند مقارنة الإيرادات المحققة بالأجور المستلمة، تحصل الرياضيات في كثير من الأحيان على أجر منخفض للغاية مقارنة بالإيرادات التي يحققنها وإنجازاتهن. تبقى الرياضيات بعيدات كثيرًا من ناحية الأجور ومبيعات التذاكر والتغطية الإعلامية، مع أنهن قطعن شوطًا طويلًا منذ إنشاء الرياضات الاحترافية.
، في سبتمبر عام 2018، أعلن اتحاد ركوب الأمواج العالمي عن الأجور المتساوية لكل من الرياضيين والرياضيات في جميع الفعاليات. ساهم هذا القرار في تداول موضوع المساواة في عالم الرياضة الاحترافية.

## معرض صور

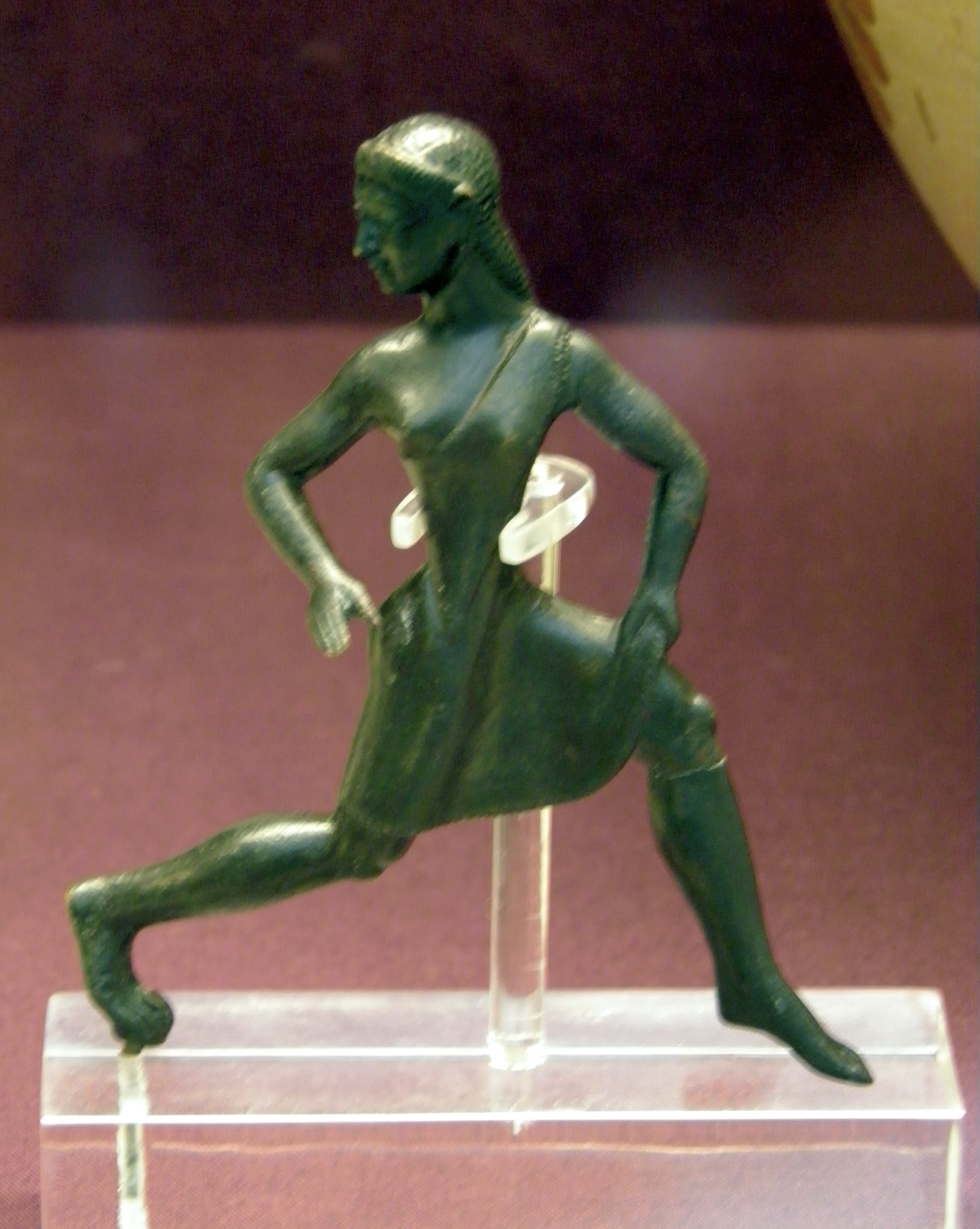
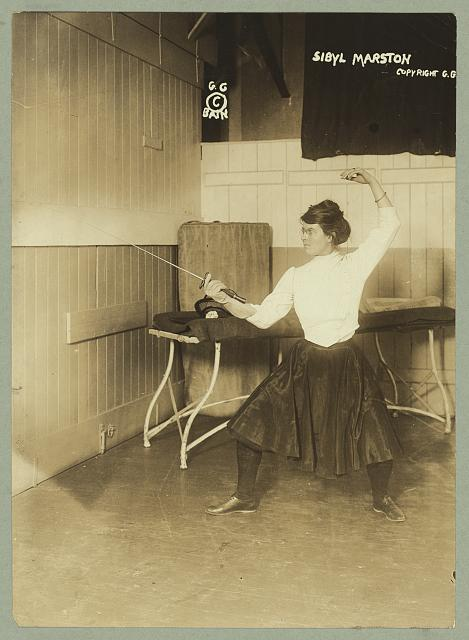
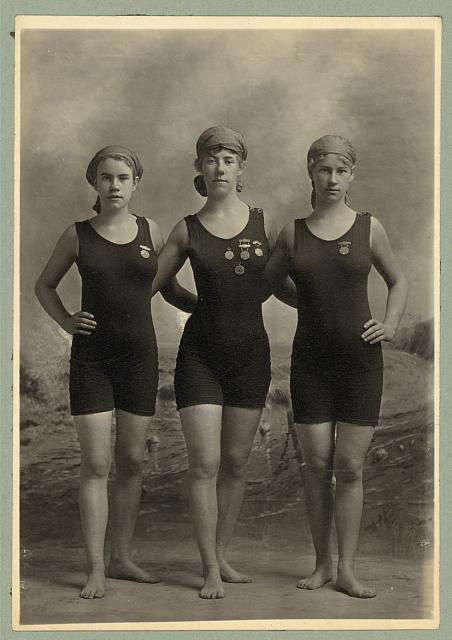
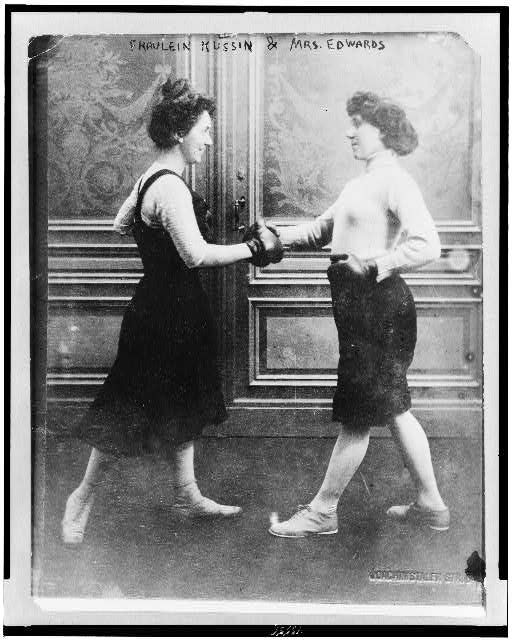
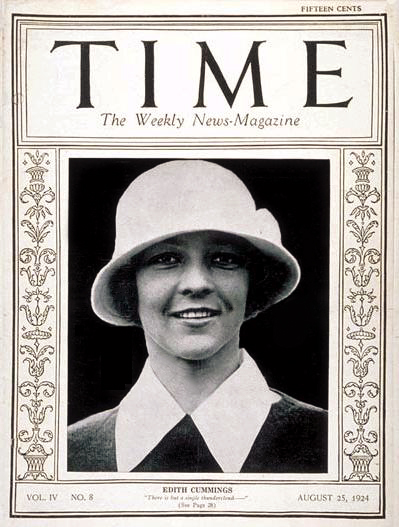